# Gertrud Rask (Schiff)
Die Gertrud Rask war ein eisgängiges Dampfschiff von Den Kongelige Grønlandske Handel (KGH) mit Heimathafen Kopenhagen.

## Bau und Technik
Der 47,4 Meter lange, 10,5 Meter breite und 4,4 Meter tiefe Viermast-Dampfschoner lief am 23. Juni 1923 mit der Baunummer 15 auf der dänischen Nakskov Skibsværft vom Stapel. Angetrieben wurde das Holzschiff von einer Dreifach-Expansionsdampfmaschine, welche dem Schiff eine maximale Geschwindigkeit von 8 Knoten verlieh, es konnte aber auch segeln. 20 Passagiere fanden Platz auf dem Schiff.

## Geschichte
Das Schiff sollte ursprünglich für die Østasiatisk Kompagni fahren, wurde aber noch während des Baus vom KGH übernommen und daraufhin speziell für Fahrten in arktischen Gewässern gebaut. Das Schiff ist nach Gertrud Rask, der Ehefrau des Kolonisators Grönlands, Hans Egede, benannt. Das Schiff konnte vier bis fünf Fahrten nach Grönland pro Jahr unternehmen und wurde besonders in vereisten Gewässern genutzt, weswegen das Schiff eine große Rolle für die Versorgung Ostgrönlands, vor allem Ittoqqortoormiit, spielte.
Bereits auf der Probefahrt lief das Schiff am 10. Juni 1923 vor Samsø auf Grund und musste freigeschleppt werden. Auf seiner Jungfernfahrt transportierte die Gertrud Rask eine Delegation des Rigsdags nach Grönland. In den rund 20 Jahren im Dienst transportierte das Schiff neben Handelsgütern auch Forschungsreisende. 1927 und 1928 verlor das Schiff im Eis zweimal seine Schiffsschraube, konnte aber dank seiner Segel weiterfahren.
Am 20. März 1940 fuhr das Schiff in Kopenhagen ab. Am 9. April wurde Dänemark vom Deutschen Reich besetzt. Lediglich die Gertrud Rask und die Hans Egede befanden sich von den Schiffen des KGH zu diesem Zeitpunkt nicht in dänischen Häfen, sodass sie fortan im Zweiten Weltkrieg eine wichtige Rolle bei der Versorgung Grönlands über die USA spielten. Am 31. Januar 1942 fuhr die Gertrud Rask von New York City aus Richtung Sisimiut, geriet aber am 7. Februar 1942 bei Baccaro Rock vor der Südküste von Nova Scotia in einen Sturm und lief auf Grund, wobei sie vollkommen zerstört wurde. Die Besatzung von 24 Mann konnte gerettet werden. Da U-Boote Schiffe im Atlantik beschossen, musste die Gertrud Rask nah an der Küste fahren, was zu ihrem Verlust führte. Nur wenige Wochen später wurde die Hans Egede von einem deutschen U-Boot vor der Küste Kanadas versenkt.